# Ministerpräsident (Slowakei)
Der Ministerpräsident der Slowakei, offiziell der Regierungschef der Slowakischen Republik (slowakisch Predseda vlády Slovenskej republiky), in der Slowakei allgemein als Predseda vlády oder informell als Premiér bezeichnet, ist der Regierungschef der Slowakei. Offiziell ist der Amtsinhaber der dritthöchste Verfassungsbeamte in der Slowakei nach dem Präsidenten und dem Präsidenten des slowakischen Nationalrates. In der Praxis handelt es sich beim Ministerpräsidenten um die führende politische Persönlichkeit des Landes.
Seit der Gründung des Amtes im Jahr 1969 waren fünfzehn verschiedene Personen als Regierungschef tätig. Seit der Unabhängigkeit der Slowakei im Jahr 1993 haben neun Personen diese Funktion inne. Am 25. Oktober 2023 wurde Robert Fico erneut in dieses Amt gewählt.

## Befugnisse und Rolle
Da die Slowakei eine parlamentarische Republik ist, ist der Regierungschef gegenüber dem Nationalrat rechenschaftspflichtig. Die slowakische Verfassung sieht vor, dass jeder Ministerpräsident bei seinem Amtsantritt das Vertrauen des Parlaments gewinnen und anschließend aufrechterhalten muss. Sobald er das Vertrauen verliert, ist der Präsident verpflichtet, ihn zu entlassen und einen Nachfolger zu ernennen oder den entlassenen mit der Funktion eines Verwalters mit begrenzten Befugnissen zu betrauen.
Der Premierminister ist das mächtigste Amt im Staat, da er die Regierung befehligt und leitet. Obwohl nicht der Premierminister, sondern der Präsident die Minister im Kabinett ernennt, ernennt der Präsident die Minister auf Vorschlag des Ministerpräsidenten.